# Stazione meteorologica di Castel del Monte
La stazione meteorologica di Castel del Monte è la stazione meteorologica di riferimento relativa alla località di Castel del Monte.

## Coordinate geografiche
La stazione meteorologica si trova nell'area climatica dell'Italia centrale, in cui è compreso l'intero territorio regionale dell'Abruzzo, in provincia dell'Aquila, nel comune di Castel del Monte, a 1.300 metri s.l.m. e alle coordinate geografiche 42°22′N 13°43′E.

## Dati climatologici
In base alla media trentennale di riferimento 1961-1990, la temperatura media del mese più freddo, gennaio, si attesta a +0,9 °C; quella del mese più caldo, agosto, è di +17,8 °C.
| Castel del Monte   | Mesi | Mesi | Mesi | Mesi | Mesi | Mesi | Mesi | Mesi | Mesi | Mesi | Mesi | Mesi | Stagioni | Stagioni | Stagioni | Stagioni | Anno |
| Castel del Monte   | Gen  | Feb  | Mar  | Apr  | Mag  | Giu  | Lug  | Ago  | Set  | Ott  | Nov  | Dic  | Inv      | Pri      | Est      | Aut      | Anno |
| ------------------ | ---- | ---- | ---- | ---- | ---- | ---- | ---- | ---- | ---- | ---- | ---- | ---- | -------- | -------- | -------- | -------- | ---- |
| T. max. media (°C) | 3,9  | 4,5  | 7,2  | 11,1 | 15,2 | 19,6 | 22,4 | 22,6 | 18,6 | 13,0 | 8,5  | 5,2  | 4,5      | 11,2     | 21,5     | 13,4     | 12,6 |
| T. min. media (°C) | −2,2 | −2,1 | 0,3  | 4,1  | 7,5  | 11,2 | 13,0 | 13,1 | 10,4 | 6,4  | 2,8  | −0,6 | −1,6     | 4,0      | 12,4     | 6,5      | 5,3  |